# Parque nacional marino de Alónnisos
El Parque nacional marino de Alónnisos (en griego: Εθνικό Θαλάσσιο Πάρκο Αλοννήσου Βορείων Σποράδων, ΕΘΠΑΒΣ) fue fundado por Decreto Presidencial el 16 de mayo de 1992. Fue el primero de su tipo en Grecia, y actualmente es la mayor área marina protegida en Europa (aproximadamente 2.260 kilómetros cuadrados). Además de la zona marítima, el parque incluye la isla de Alonnisos, seis islas más pequeñas (Peristera, Kyra Panagia, Gioura, Psathoura, Piperi y Skantzoura), así como 22 islotes deshabitados y afloramientos rocosos. Se encuentra ubicado en la región de las islas Espóradas del Norte, en el norte del mar Egeo. Administrativamente, las islas Espóradas pertenecen a la prefectura de Magnesia.
La roca caliza domina las superficies de las islas. Sus principales características son las empinadas laderas rocosas que se extienden hasta el mar y las cuevas, que son una parte importante del hábitat de la foca monje. Se encuentran diferentes tipos de suelo mientras que las fuentes de agua dulce son escasas.